# ハウス・オブ・ラヴ
ハウス・オブ・ラヴ（The House of Love）は、ガイ・チャドウィックを中心に1986年に結成されたイギリスのロック・バンドである。1993年に解散するが、2005年に再結成した。『CDジャーナル』電子版は再結成を報じる記事にて「愁いを含んだヴォーカルと、ときにサイケになるギター・サウンドが魅力」とバンドを紹介した。
デビュー当初のハウス・オブ・ラヴは初期クリエイションの代表的バンドであった。『クッキーシーン』誌の伊藤英嗣は「ザ・スミスに続くスター候補として騒がれていた」と当時の状況を回想している。クリエイションは彼らのアルバム制作のために10万ポンドの借金をしており、1988年のデビュー・アルバムはレーベルの命運が懸かっていた。投資の結果は吉と出て、アルバムは13万枚を売り上げた。バンドはその後、40万ポンドの契約金を受け取り、メジャー・レーベルのフォンタナ・レコード（アメリカではポリグラム）へと移籍した。
デビュー・アルバムに収録されたシングル「クリスティーヌ」は、2004年に「ガーディアン」紙に掲載された「インディポップ黄金期を飾るシングル10選」なる企画で10位に選ばれている。

## ディスコグラフィ

### スタジオ・アルバム
- 『ハウス・オブ・ラヴ』 - The House of Love (1988年、Creation)
- 『シャイン・オン』 - The House of Love (1990年、Fontana)
- 『ベイブ・レインボー』 - Babe Rainbow (1992年、Fontana)
- 『オーディエンス・ウィズ・ザ・マインド』 - Audience with the Mind (1993年、Fontana)
- 『デイズ・ラン・アウェイ』 - Days Run Away (2005年、V2)
- 『シー・ペインツ・ワーズ・イン・レッド』 - She Paints Words in Red (2013年、Cherry Red)
- 『ア・ステート・オブ・グレイス』 - A State of Grace (2022年、Cherry Red)

### ライブ・アルバム
- Live at the Lexington 13:11:13 (2014年、Cherry Red)

### コンピレーション・アルバム
- 『アーリー・マテリアルズ』 - The House of Love (1987年、Creation) ※初期シングル集
- 『スパイ・イン・ザ・ハウス・オブ・ラヴ』 - A Spy in the House of Love (1990年、Fontana) ※B面、未発表曲集（1989年–1990年)
- Best of The House of Love (1998年、Fontana)
- The John Peel Sessions 1988–1989 (2000年、Strange Fruit)
- 1986–88 The Creation Recordings (2001年、PLR)
- The Fontana Years (2004年、Spectrum Music)
- Live at the BBC (2009年、Mercury)
- 『バーン・ダウン・ザ・ワールド』 - Burn Down the World (2022年、Cherry Red) ※1988年-1994年（フォンタナ・レーベル時代）の8CDアンソロジー